# Eurico Guterres

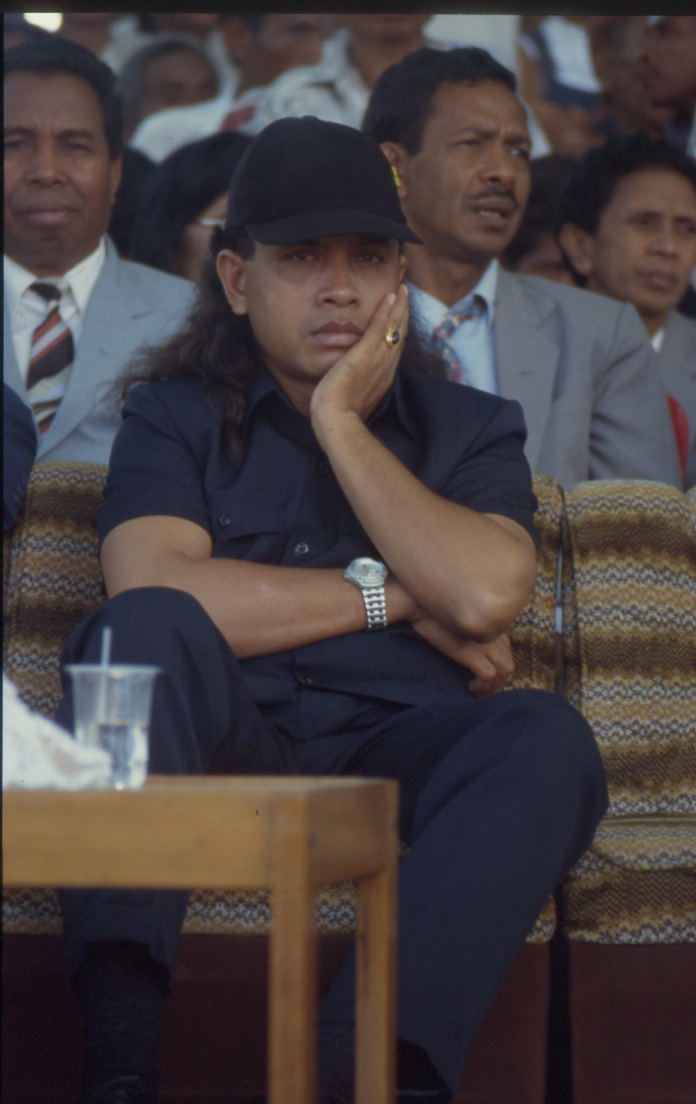
Eurico Guterres (1999)

Eurico Barros Gomes Guterres (* 17. Juli 1971 in Uato-Lari, Portugiesisch-Timor) ist ein ehemaliger Führer der pro-indonesischen Aitarak-Miliz in Osttimor. Im Kampf gegen die Unabhängigkeit Osttimors wird er für mehrere Massaker und die Zerstörung der osttimoresischen Hauptstadt Dili verantwortlich gemacht. Guterres ist verheiratet mit der Nichte des Bischofs von Baucau Basílio do Nascimento und hat drei Kinder.

## Werdegang

### In Osttimor
Guterres wurde in Uato-Lari (Gemeinde Viqueque), im damaligen Portugiesisch-Timor geboren. Seine Eltern wurden 1976 durch indonesische Soldaten getötet, da sie als FRETILIN-Anhänger galten. Später beschuldigte Guterres die FRETILIN, für den Tod seiner Eltern verantwortlich zu sein. Antonio Metan, der Onkel von Eurico Guterres, war einer der Führer der Viqueque-Rebellion von 1959 gegen die Portugiesen.
Der junge Eurico wurde von indonesischen Zivilisten aufgenommen, bis er auf die katholische Schule des Heiligen Herzens Jesu Christi in Becora (Cristo Rei) geschickt wurde. Er verließ die obere Sekundärschule und wurde in kriminelle Machenschaften verwickelt, unter anderem in einer von der Regierung geschützten Spielhalle (Bola Guling) in Tasitolu. 1983 war er Mitbegründer der religiösen Gruppe Santo Antonio, die auch als Widerstandsgruppe gegen die indonesische Besatzung beschrieben wird. Die Gruppe soll 1988 an einem gescheiterten Attentatsplan auf Indonesiens Diktator Suharto, bei dessen Besuch in Dili, beteiligt gewesen sein. Guterres wurde vom Militärgeheimdienst Bakin festgenommen und arbeitete ab diesem Zeitpunkt für die Indonesier. Guterres wechselte von der Pro-Unabhängigkeits- zur Pro-Indonesienseite und wurde Spitzel des Kopassus und Doppelagent gegen die Unabhängigkeitsbewegung, bis er um 1990 vertrieben wurde.
Der damalige Stellvertreter von Kopassus, Prabowo Subianto (Spezialist im Kampf gegen Aufständische), hatte Interesse an Guterres Fähigkeiten und rekrutierte ihn 1994 für die Gardapaksi, einer Organisation, die billige Darlehen für die Gründung kleiner Geschäfte vergab, dafür aber ihre Mitglieder als Informanten und für eine paramilitärische Bürgerwehr nutzte. Soares, der Gouverneur von Timor Timur, wie die Provinz zu dieser Zeit genannt wurde, unterstützte sehr stark Gardapaksi, der Menschenrechtsverletzungen vorgeworfen wurden.
1997 begann Guterres, das Wirtschaftsinstitut in Dili zu besuchen. Dafür hatte er angeblich vom Militär einen High-School-Abschluss bekommen. Obwohl das Sekolah Tinggi Ilmu Ekonomi (STIE) vom Pro-Integrationist Filomeno Hornay geführt wurde, hat Guterres die Schule nur drei Semester besucht.
Im April 1999 gründete Guterres die Miliz 59/75, die mit ihrem Namen an die Jahre der Viqueque-Rebellion und der indonesischen Invasion erinnerte. Später wurde er zum Kommandanten der Gardapaksi, welche in Aitarak umbenannt wurde. Bei den Unruhen vor und nach dem Referendum über die Zukunft Osttimors gehörte die Aitarak zu den aktivsten Milizen, die sich an den Massakern in Dili beteiligten. Guterres hat in Zusammenarbeit mit der indonesischen Armee und Polizei die Kampagne zur Destabilisierung des Referendumsprozesses geplant. Am Kirchenmassaker von Liquiçá vom 6. April 1999 und dem Angriff auf das Haus von Unabhängigkeitsführer Manuel Carrascalão am 17. April soll Guterres beteiligt gewesen sein, ebenso bei der Attacke auf die Residenz von Bischof Belo am 6. September, wohin sich 5.000 Zivilisten geflüchtet hatten, sowie dem Kirchenmassaker von Suai. Auch bei den Vertreibungen von Osttimoresen war Guterres aktiv.

### Nach Osttimor
Obwohl der Menschengerichtshof in Jakarta am 27. November 2002 Guterres offiziell zu zehn Jahren Haft verurteilte, wurde er zunächst von Indonesien nicht inhaftiert. Ein Berufungsgericht bestätigte 2004 das Urteil gegen ihn, setzte aber die gegen Guterres verhängte Gefängnisstrafe von zehn auf fünf Jahre herab. Bis zu einer weiteren Berufungsverhandlung vor dem Obersten Gerichtshof blieb Eurico Guterres auf freiem Fuß.
Im August 2003 gründete er in der indonesischen Provinz Papua die Laskar Merah Putih (Rote und Weiße Krieger). Der Chef von ELSHAM, einer führenden Menschenrechtsorganisation in Papua, Aloysius Renwarin berichtete, dass Guterres im Dezember 2003 bereits 200 Anhänger rekrutiert hatte, zumeist Indonesier aus Timor, Sulawesi und den Molukken. Guterres habe die örtliche Verwaltung in Timika/Papua vertraulich um Unterstützung seiner Gruppe gebeten. Dies und die Ernennung von Brigadegeneral Timbul Silaen (ehemaliger Polizeichef von Osttimor) zum Polizeichef von Papua, ließ die Bevölkerung befürchten, dass Guterres und die Laskar Merah Putih freie Hand im Vorgehen gegen die Unabhängigkeitsbestrebungen der Papua-Bevölkerung bekommen würden.
2005 gründete er in Westtimor die Pro-Integrations Kämpfer, zumeist aus ehemaligen Mitgliedern seiner Miliz in Osttimor. Die International Crisis Group (aus Brüssel) berichtet, diese Gruppe bestehe aus bis zu 10.000 Menschen in Indonesien, 8.000 allein in Westtimor. 
Am 13. März 2006 bestätigte das Oberste Gericht in Jakarta die zehnjährige Haftstrafe wegen Verbrechens gegen die Menschlichkeit für Guterres. Vier der fünf Richter sahen es als erwiesen an, dass er im April 1999 seine Anhänger nicht abgehalten hatte, das mit Flüchtlingen gefüllte Haus von Manuel Carrascalão anzugreifen. Aus seinem Haus in Kupang sagte Guterres, der jetzt die indonesische Staatsangehörigkeit besitzt, telefonisch gegenüber der Zeitung The Jakarta Post: „Ich bin unschuldig. Die Probleme von Osttimor waren nicht einzig und allein meine. Ich werde das Gericht bitten, dieses Urteil noch einmal nachzuprüfen.“ Es war die zweite Verurteilung eines Zivilisten wegen der gewalttätigen Ereignisse von 1999, nachdem im April 2004 der ehemalige Gouverneur José Abílio Osório Soares zu vier Jahren Gefängnis vom selben Gericht verurteilt wurde.
Im Mai 2006 trat Eurico Guterres schließlich seine zehnjährige Haftstrafe an. Er wurde von über 1.000 Anhängern in Kupang mit einer katholischen Messe verabschiedet. Dabei beschuldigte Guterres Indonesien, ihn zum Sündenbock für die Gewalt in Osttimor zu machen. Die Regierung behandle ihn unfair, da sie ihn ins Gefängnis, führende Militärs und Polizeioffiziere, die größere Verantwortung trügen, aber ohne Strafe davonkommen lasse. Als Krieger sei er allerdings bereit, für „rot und weiß“ (die Farben der indonesischen Flagge) ins Gefängnis zu gehen. Guterres sollte seine Strafe in Jakartas Hochsicherheitsgefängnis Cipinang verbüßen. Ironischerweise wurde hier zuvor Xanana Gusmão gefangen gehalten, Freiheitskämpfer und späterer Präsident Osttimors.
Am 5. April 2008 wurde das Urteil gegen Guterres vom Obersten Gericht aufgrund neuer Zeugenaussagen wieder aufgehoben. Da es keine klare Befehlsstruktur in der Miliz gab, könne man Guterres nicht für alle deren Taten verantwortlich machen. Der Richter sprach ihn von allen Beschuldigungen frei. Guterres wurde am 8. April aus dem Gefängnis entlassen.
2009 trat Guterres als Kandidat der Partai Amanat Nasional (PAN) bei den Wahlen zum Regional Representatives Council Indonesiens an. 2014 wurde er für die PAN in das Regionalparlament gewählt.
Eurico Guterres ist seit 2010 Vorsitzender von UNTAS.
2019 musste der osttimoresische Fernsehsender GMN TV die Ausstrahlung eines Interviews mit Eurico Guterres absagen, nachdem es gegen die Ankündigung in den sozialen Netzwerken großen Protest gab. Guterres hatte bereits 2015 in einem Interview mit Lusa erklärt, er bedaure nichts, was er in Osttimor getan habe.
Am 12. August 2021 wurde Guterres vom indonesischen Präsidenten Jokowi der Bintang Jasa, die dritthöchste Auszeichnung Indonesiens, verliehen. Diese Auszeichnung wurde umgehend von Stimmen in Indonesien und Osttimor kritisiert. Guterres hatte bereits am 15. Dezember 2020 von Prabowo Subianto die Patriotische Medaille erhalten, der inzwischen Verteidigungsminister ist.